# كاري جونسون
كاري جونسون (بالإنجليزية: Carrie Johnson) هي راكبة الكنو أمريكية، ولدت في 16 يناير 1984 في سان دييغو في الولايات المتحدة.

## وصلات خارجية
- كاري جونسون على موقع أوليمبيديا (الإنجليزية)